# Julius E. Slack
Julius Easton Slack (* 21. November 1898 in Hermansville, Menominee Co., Michigan; † 31. Mai 1968 in Ocala, Marion Co., Florida) war ein Offizier der United States Army im 20. Jahrhundert.

## Biografie
Julius E. Slack wurde als viertes von sechs Kindern und ältester Sohn von Anna Marie Harris (1870–1934) und Walter Bingham Slack (1870–1926) geboren. Seine Vorfahren stammten aus den Niederlanden (Familienname Sleght) und gehörten der frühsten Siedlergeneration der Kolonie Nieuw Nederland an. Es bestand eine weitläufige Verwandtschaft zur Familie Roosevelt. Nach dem Abschluss an der High School von Menominee, gehörte er dem Jahrgang 1919 der Absolventen der United States Military Academy von West Point an. Er wurde Offizier der Feldartillerie und noch 1919 kam er als Angehöriger der amerikanischen Besatzungstruppen erstmals nach Deutschland. Weitere Einsätze folgten auf Hawaii (1922–1925, 1937–1940) und in Panama (1930–1934).
Bei Eintritt der USA in den Zweiten Weltkrieg im Dezember 1941 war Slack kommandierender Offizier des 38. Feldartilleriebataillons der 2. Infanteriedivision. Zum Brigadegeneral befördert, übernahm er im April 1943 das Kommando über die Artillerie der in Camp Shelby, Mississippi, neu aufgestellten 69. Infanteriedivision unter Generalmajor Charles L. Bolte. Noch im Oktober desselben Jahres wurde er in die Indiantown Gap Military Reservation, Pennsylvania, versetzt, um dort die Artillerie des 20. Corps unter Generalmajor Walton Walker aufzustellen. Auf den europäischen Kriegsschauplatz verlegt und am 1. August 1944 der 3. US-Armee des Generalleutnants George S. Patton unterstellt, führte er das Kommando über die Corps-Artillerie bis zum Kriegsende am 8. Mai 1945. Im Juli 1945 war Slack Gegenstand einer von Oberbefehlshaber Dwight D. Eisenhower angeordneten Untersuchung, nachdem ihm von untergebenen Soldaten ein „unangemessenes und verwerfliches Benehmen und Sprache“ (intemperate and reprehensible actions and language) vorgeworfen wurde. So habe er mehrere Soldaten diszipliniert, nachdem diese von zwei deutschen Frauen der Vergewaltigung bezichtigt wurden. Die Untersuchung, die vom Senator von Rhode Island Theodore F. Green angestrengt wurde, endete mit einer Entlastung sowohl für Slack als auch für die beschuldigten Soldaten.
Vor dem Ende seines aktiven Dienstes diente Slack auch im Koreakrieg. Seinen Ruhestand verbrachte er in Florida. Seit dem 2. April 1923 in San Francisco war er verheiratet mit Marie Sinclair Watson (* 15. Mai 1891; † 5. März 1973). Die Ehe blieb kinderlos. Beide Eheleute wurden auf dem Nationalfriedhof in Arlington, Virginia, bestattet.

## Auszeichnungen
|  | Silver Star                                    |
|  | Legion of Merit                                |
|  | Bronze Star mit Eichenlaub (5. September 1944) |
|  | Air Medal mit Eichenlaub                       |
|  | Ritter der Ehrenlegion                         |
|  | Croix de guerre mit Palmen                     |

## Beförderungen
| Rang               | Jahr                |
| ------------------ | ------------------- |
| Cadet              | 1917, 14. Juni      |
| Second Lieutenant  | 1918, 1. November   |
| First Lieutenant   | 1923, 5. Juni       |
| Captain            | 1935, 1. Juni       |
| Major              | 1940, 1. Juli       |
| Lieutenant Colonel | 1941, 15. September |
| Colonel            | 1942, 29. Juni      |
| Brigadier General  | 1943, 29. April     |